# Batalha de Leuctra
A Batalha de Leuctra, 371 a.C., foi uma surpreendente vitória da cidade-estado grega de Tebas, liderada por Epaminondas,  sobre o exército Espartano, de Cleombroto I. A batalha marcou o início da hegemonia tebana e o definitivo declínio da Esparta.  Do ponto de vista de tática militar, a batalha é notável como primeiro exemplo de utilização de ordem oblíqua registrado pela história.
Do lado espartano, combateram 10 000 hoplitas espartanos e aliados e 1 000 cavalarianos. Os hoplitas tebanos e beócios somavam 6 000, apoiados por cerca de 1 500 cavalarianos.
A doutrina tática prevalente na época previa formação de falange com profundidade de 8 a 12 soldados. As melhores tropas eram colocadas a direita. Dessa forma, a infantaria de elite de um lado combateria as forças mais fracas do outro, causando a curiosa tendência da linha de batalha girar no sentido anti horário. Em Leuctra, os espartanos seguiriam a tradição, mantendo a sua elite de esparciatas no extremo direito.
Mas, Epaminondas surpreendeu: enviou os seus melhores hoplitas, o Batalhão Sagrado de Tebas, para o seu flanco esquerdo, formados em falange com 50 homens de profundidade, posicionados a frente da elite espartana. Com isso, enfraquecendo muito o seu centro e o flanco direito. Para evitar que esses fossem esmagados antes que a sua ala esquerda triunfasse, Epaminondas marchou os suas tropas dispostas em escalão. Assim, as suas unidades travariam contato com o inimigo paulatinamente, iniciando pela sua fortíssima esquerda. A entrada em combate da sua fraca ala direita seria retardada ao máximo, de preferência quando a situação na ala esquerda tebana já tivesse resolvida.
O plano funcionou perfeitamente. Esparta perdeu a batalha, a lenda de invencibilidade e a hegemonia sobre a Grécia. As baixas Espartanas foram estimadas entre 1000 (Xenofonte) e 4000 (Diodoro Sículo) combatentes, a custa de cerca de 300 Tebanos.